# Harpactea blasi
Harpactea blasi är en spindelart som beskrevs av Ignacio Ribera och José Vicente Ferrández 1986. Harpactea blasi ingår i släktet Harpactea och familjen ringögonspindlar.
Artens utbredningsområde är Spanien. Inga underarter finns listade i Catalogue of Life.